# División del Ejército von Zangen
La División del Ejército von Zangen, se forma el 17 de marzo de 1944 en el Grupo de Ejércitos C de la Comandancia General del LXXXVII Cuerpo de Ejército en el norte de Italia. El 31 de julio de 1944 se fue a la división de ejército alemán-italiano del ejército Liguria, el Comando General del LXXXVII Cuerpo de Ejército fue a establecer el alemán-italiano de Lombardía del Cuerpo relacionados.

## Comandantes
- 17 de marzo de 1944 - General de Artillería Gustav-Adolf von Zangen

## Componentes
- 17 de junio de 1944 - LXXV Cuerpo de Ejército

## Web
- Datos: Q5811803